# Nativa FM (Santa Maria)
Nativa FM é uma estação de rádio brasileira com sede em Santa Maria, cidade do estado do Rio Grande do Sul. Opera no dial FM, na frequência 99,5 MHz, e é a cabeça de uma rede composta pela Nativa FM Norte Gaúcho, em Carazinho, e Nativa Zona Sul FM, em Rio Grande. Pertence ao Grupo Relíder, que também controla na cidade a Rádio Imembui. Sua programação é voltada à música tradicionalista gaúcha.

## História
O empresário Cláudio Albert Zappe esperou dez anos para conseguir uma concessão FM em Santa Maria. A primeira participação em um edital aconteceu em 1984, mas o Ministério Público do Rio Grande do Sul cancelou o processo por pressão de emissoras de rádio da cidade, que temiam a ampliação da concorrência local. Durante o período, um abaixo assinado com 6 mil assinaturas foi feito e entregue ao MP, pedindo a concessão do canal ao grupo de Zappe.
O ex-deputado federal Nelson Marchezan solicitou a abertura de um novo edital de concessão ao então ministro das Comunicações Antônio Carlos Magalhães, que atendeu o pedido. Após quatro anos, Cláudio Zappe voltou a participar de um edital, vencendo a disputa pela outorga para a frequência 99.5 FM, que foi concedida em 12 de fevereiro de 1988.
A emissora entrou no ar em 27 de abril de 1989, às 6h da manhã, como Guarathan FM. A primeira música transmitida foi No Coração do Rio Grande, de Osvaldo Medeiros e Paulo Brasil. A Guarathan FM foi criada com o propósito de transmitir uma programação voltada às raízes culturais do Rio Grande do Sul. Assim como a irmã Rádio Guarathan, fazia parte da Rede Liderança de Rádios (Relíder).
Em 24 de maio de 1994, com a dissolução da Rede Liderança de Rádios, a Guarathan FM alterou sua identificação, passando a ser chamada de Nativa FM, mas manteve o gênero musical tradicionalista gaúcho como carro-chefe da programação.
Em 29 de janeiro de 2021, com a migração da Rádio Cassino dos 830 kHz AM para Nativa Zona Sul FM nos 104,7 de Rio Grande, a Nativa FM passou a ter parte de sua programação transmitida no sul do estado. A expansão da marca seguiu no mesmo ano, quando foi anunciada em 23 de agosto a migração da Mix FM Norte Gaúcho em Carazinho (que era controlada desde o final de julho pelo Grupo Relíder), para Nativa Norte Gaúcho FM. A transição aconteceu em 1.° de setembro.